# Río Alcazaba
El río Alcazaba, a veces referido como arroyo, es un río del oeste de la península ibérica perteneciente a la cuenca hidrográfica del Guadiana, que transcurre por la provincia de Badajoz (España).

## Curso
La cabecera del Alcazaba se encuentra en la vertiente sur de las sierras de la Cebadera, del Casquero, del Garbanzo y del Vidrio, en el término municipal de Mérida. El río discurre en sentido norte-sur hasta el paraje del Cortijo de Juan Bautista, donde gira en dirección oeste/suroeste y trasncurre paralelo al río Guadiana durante varios kilómetros hasta su desembocadura en el río Guerrero cerca de la población de Novelda del Guadiana. 